# Metlili
Metlili là một đô thị thuộc tỉnh Ghardaïa, Algérie. Dân số thời điểm năm 2002 là 33.759 người.